# Sunthorn Subabandhu
Sunthorn Subabandhu (Thai: สุนทร สุภาพันธ์; * um 1930) ist ein thailändischer Badmintonspieler. 

## Karriere
Sunthorn Subabandhu siegte in seiner Heimat erstmals 1952 bei den thailändischen Meisterschaften im Herrendoppel. Bis 1956 verteidigte er diesen Titel. 1955 gewann er zusätzlich auch das Mixed gemeinsam mit Pratuang Pattabongse. 1956 und 1957 war er in Hongkong erfolgreich.

## Sportliche Erfolge
| Saison | Veranstaltung               | Disziplin    | Platz | Name                                       |
| ------ | --------------------------- | ------------ | ----- | ------------------------------------------ |
| 1952   | Thailändische Meisterschaft | Herrendoppel | 1     | Sunthorn Subabandhu / Chui Sakdithai       |
| 1953   | Thailändische Meisterschaft | Herrendoppel | 1     | Sunthorn Subabandhu / Kamal Sudthivanich   |
| 1954   | Thailändische Meisterschaft | Herrendoppel | 1     | Sunthorn Subabandhu / Kamal Sudthivanich   |
| 1955   | Thailändische Meisterschaft | Mixed        | 1     | Sunthorn Subabandhu / Pratuang Pattabongse |
| 1955   | Thailändische Meisterschaft | Herrendoppel | 1     | Sunthorn Subabandhu / Kamal Sudthivanich   |
| 1956   | Thailändische Meisterschaft | Herrendoppel | 1     | Sunthorn Subabandhu / Kamal Sudthivanich   |